# برقوق إيطالي
البرقوق الإيطالي (باللاتينية: Prunus cocomilia) هو أحد أنواع جنس الخوخ من الفصيلة الوردية. يعد من أنواع اللوز البري.

## الموئل والانتشار
ينتشر في بلاد الشام وتركيا وإيطاليا والبلقان.